# 呉儀
呉儀（ごぎ、簡体字：吴仪、繁体字：吳儀、英語：Wu Yi、1938年11月17日 - ）は、中華人民共和国の政治家。石油技師出身。国務院副総理、衛生部長、対外貿易合作部長、第16期中国共産党中央政治局委員などの要職を務めた。未婚であり、漢族である。

## 経歴
1938年11月17日に湖北省漢口市に誕生する。1956年から1962年にかけて西北工学院国防系及び北京石油学院石油精練系精練工程専門課程で学ぶ。卒業後は中国共産党に入党し、1962年8月から蘭州精油工場現場技師、政治部弁公室幹事を務めた。1965年に国務院の石油工業部（省に相当）生産技術司生産課技術員に配属され、1967年から北京東方紅精油工場技師、技術課副課長、課長、副総技師長、副工場長を歴任。1983年に北京燕山石油化学工業公司副社長、党委書記に転属した。
1988年、北京市副市長に就任。1989年の第二次天安門事件前日に操業を開始した北京市内にある松下電器産業の工場を訪れ、インフラ供給を約束して操業停止から回避させる。日本企業に操業を続けさせることで、対外イメージの悪化を避ける狙いがあったと考えられる。1991年、国務院対外経済貿易部(現商務部)副部長（次官）兼党組副書記に転じた。1993年、対外貿易部経済合作部部長（大臣）兼党組書記に就任。
1997年の第15回党大会で中央政治局候補委員、1998年に国務委員（副首相級）、2002年11月の第16回党大会で中央政治局委員と順調に出世していく。中国のWTO加盟実現にこぎつけた功績を評価され、2003年3月、貿易・商務・衛生担当の国務院副総理に任命された。中国の女性副総理としては呉桂賢（在任1975年 - 1978年）・陳慕華（在任1978年 - 1982年）に次いで3人目で、朱鎔基総理や後任の温家宝総理の庇護を受けていると見られる。

### SARS

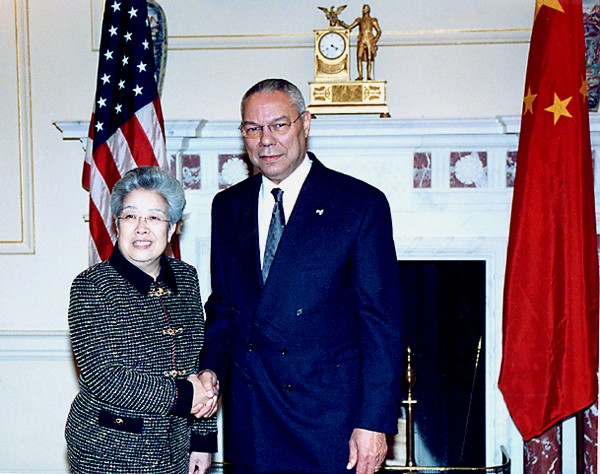
アメリカのコリン・パウエル国務長官と（2004年4月22日）

2002年から2003年にかけて新型肺炎SARSが中国を襲うと、2003年4月23日に新設された国務院SARS予防部総指揮を兼任した。4月26日にはSARS問題隠蔽で解任された張文康の後を受けて衛生部部長を兼任した。呉儀は衛生部の隠蔽工作を明るみに出して、外国の報道機関から「透明性の女王」との異名を奉られた。2004年2月には新しく成立した国務院エイズ予防工作委員会主任も兼務している。2005年4月27日に衛生部長を退任した。

### 来日
2005年5月19日に愛知万博視察のために来日した。この来日で小泉純一郎首相と会談する予定であったが、緊急の公務という理由で急遽キャンセルして帰国した。会談直前の国会での小泉首相の靖国神社参拝に関する発言が帰国の理由と言われている。

### その他
第16期中国共産党中央委員会唯一の女性政治局委員であり、中国の報道機関からは中国の「鉄の女」（イギリスのマーガレット・サッチャー元首相の異名）と呼ばれる。アメリカの『フォーブス』誌が2006年9月に発表した世界で最も影響力のある女性トップ100では、アメリカのコンドリーザ・ライス国務長官に次いで3位にランクインしている。
2007年に黄菊国務院常務副総理（第一副首相）の重態に伴ってその職務を継承した。6月に黄菊の死去により副総理の序列第1位となる。同年秋の第17回党大会では第17期中央委員の名簿に名前が載らず、引退が確定した。引退後は名誉職を含めて如何なる役職にも就くつもりは無いと表明して賞賛された。